# Memoriál Zdeňka Jánoše
Memoriál Zdeňka Jánoše je fotbalový turnaj určený internacionálům starším 35 let. Pojmenován je na počest prvoligového brankáře Zdeňka Jánoše.

## Propozice turnaje
Turnaj se hraje systémem, kdy každý účastník sehraje utkání s každým dalším účastníkem. Za vítězné utkání mužstvo obdrží 3 body, za remizované 1 bod a za prohrané 0 bodů. Po sehrání všech předepsaných utkání se sestaví tabulka a v turnaji vítězí mužstvo s nejvyšším počtem získaných bodů. V případě rovnosti bodů rozhoduje vyšší počet vstřelených branek.

## 1. ročník (2000)
Výsledky zápasů:
| ■               | Jiskra | Ostrava | Prottes | Ratíškovice | Slovácká Slavia | Vítkovice |
| Jiskra          | ■      | 3:3     | 1:1     | 1:3         | 2:7             | 7:3       |
| Ostrava         | 3:3    | ■       | 3:2     | 6:4         | 1:4             | 2:5       |
| Prottes         | 1:1    | 2:3     | ■       | 4:5         | 3:3             | 5:3       |
| Ratíškovice     | 3:1    | 4:6     | 5:4     | ■           | 1:3             | 2:7       |
| Slovácká Slavia | 7:2    | 4:1     | 3:3     | 3:1         | ■               | 9:3       |
| Vítkovice       | 3:7    | 5:2     | 3:5     | 7:2         | 3:9             | ■         |

Tabulka turnaje:
| Pořadí | Tým                              | Zápasů | Vítězství | Remízy | Porážky | Skóre | Body |
| ------ | -------------------------------- | ------ | --------- | ------ | ------- | ----- | ---- |
| 1.     | Slovácká Slavia Uherské Hradiště | 5      | 4         | 1      | 0       | 26:10 | 13   |
| 2.     | FC Baník Ostrava                 | 5      | 2         | 1      | 2       | 15:18 | 7    |
| 3.     | FC Vítkovice                     | 5      | 2         | 0      | 3       | 21:25 | 6    |
| 4.     | FK Baník Ratíškovice             | 5      | 2         | 0      | 3       | 15:21 | 6    |
| 5.     | SC ÖMV Prottes                   | 5      | 1         | 2      | 2       | 15:15 | 5    |
| 6.     | Jiskra Staré Město               | 5      | 1         | 2      | 2       | 14:17 | 5    |

## 2. ročník (2001)
Výsledky zápasů:
| ■               | Drnovice | Jiskra | Ostrava | Ratíškovice | Slovácká Slavia | Vítkovice |
| Drnovice        | ■        | 3:3    | 2:4     | 2:4         | 3:4             | 3:4       |
| Jiskra          | 3:3      | ■      | 3:2     | 6:0         | 0:4             | 4:7       |
| Ostrava         | 4:2      | 2:3    | ■       | 4:3         | 4:6             | 8:4       |
| Ratíškovice     | 4:2      | 0:6    | 3:4     | ■           | 3:6             | 3:3       |
| Slovácká Slavia | 4:3      | 4:0    | 6:4     | 6:3         | ■               | 4:3       |
| Vítkovice       | 4:3      | 7:4    | 4:8     | 3:3         | 3:4             | ■         |

Tabulka turnaje:
| Pořadí | Tým                              | Zápasů | Vítězství | Remízy | Porážky | Skóre | Body |
| ------ | -------------------------------- | ------ | --------- | ------ | ------- | ----- | ---- |
| 1.     | Slovácká Slavia Uherské Hradiště | 5      | 5         | 0      | 0       | 24:13 | 15   |
| 2.     | FC Baník Ostrava                 | 5      | 3         | 0      | 2       | 22:18 | 9    |
| 3.     | Jiskra Kyjov                     | 5      | 2         | 1      | 2       | 16:16 | 7    |
| 4.     | FC Vítkovice                     | 5      | 2         | 1      | 2       | 21:22 | 7    |
| 5.     | FK Baník Ratíškovice             | 5      | 1         | 1      | 3       | 13:21 | 4    |
| 6.     | FC Petra Drnovice                | 5      | 0         | 1      | 4       | 13:19 | 1    |

## 4. ročník (2003)
Výsledky zápasů:
| ■               | Kyjov | Nitra | Slovácká Slavia | Trnava | Vítkovice |
| Kyjov           | ■     | 3:3   | 1:6             | 5:6    | 1:5       |
| Nitra           | 3:3   | ■     | 4:4             | 4:1    | 8:4       |
| Slovácká Slavia | 6:1   | 4:4   | ■               | 5:7    | 7:7       |
| Trnava          | 6:5   | 1:4   | 7:5             | ■      | 4:3       |
| Vítkovice       | 5:1   | 4:8   | 7:7             | 3:4    | ■         |

Tabulka turnaje:
| Pořadí | Tým                              | Zápasů | Vítězství | Remízy | Porážky | Skóre | Body |
| ------ | -------------------------------- | ------ | --------- | ------ | ------- | ----- | ---- |
| 1.     | FC Spartak Trnava                | 4      | 3         | 0      | 1       | 18:17 | 9    |
| 2.     | FC Nitra                         | 4      | 2         | 2      | 0       | 19:12 | 8    |
| 3.     | Slovácká Slavia Uherské Hradiště | 4      | 1         | 2      | 1       | 22:19 | 5    |
| 4.     | FC Vítkovice                     | 4      | 1         | 1      | 2       | 19:20 | 4    |
| 5.     | Jiskra Kyjov                     | 4      | 0         | 1      | 3       | 10:20 | 1    |

## 5. ročník (2004)
Výsledky zápasů:
| ■               | Kyjov | Slovácká Slavia | Trnava | Vítkovice |
| Kyjov           | ■     | 2:8             | 5:7    | 2:2       |
| Slovácká Slavia | 8:2   | ■               | 7:5    | 3:5       |
| Trnava          | 7:5   | 5:7             | ■      | 11:3      |
| Vítkovice       | 2:2   | 5:3             | 3:11   | ■         |

Tabulka turnaje:
| Pořadí | Tým                              | Zápasů | Vítězství | Remízy | Porážky | Skóre | Body |
| ------ | -------------------------------- | ------ | --------- | ------ | ------- | ----- | ---- |
| 1.     | FC Spartak Trnava                | 3      | 2         | 0      | 1       | 23:15 | 6    |
| 2.     | Slovácká Slavia Uherské Hradiště | 3      | 2         | 0      | 1       | 18:12 | 6    |
| 3.     | FC Vítkovice                     | 3      | 1         | 1      | 1       | 10:16 | 4    |
| 4.     | Jiskra Kyjov                     | 3      | 0         | 1      | 2       | 9:17  | 1    |